# Juhan Kunder
Juhan Kunder (Holstre, 1852. december 26. – Szentpétervár, 1888. április 24.) észt író.

## Élete
Egy dél-észtországi farmon született, több különböző helyen járt iskolába. 1872-ben végezte el a viljandi-i kerületi iskolát, ahol tanára Friedrich Kuhlbars volt. 1872 és 1875 közt a tartui német nyelvű tanítóképző hallgatója volt, ezután egy évig mint tanár dolgozott Tartuban, ezután Rakverébe ment, ahol a következő tíz évben a mint tanár dolgozott. 1882-ben letett további vizsgája után kerületi iskolai tanár lett. Irodalmi munkái java része Rakverében született. 1885-től 1886-ig a Meelejahutaja című lap szerkesztője volt. 1886-ban Kazanyba ment, hogy természettudományokat tanuljon, de egy évvel később Szentpéterváron egy pedagógiai intézet hallgatója lett. Nem sokkal később tífuszban megbetegedett s mindössze 36 évesen meghalt. Mihkel Veske barátja volt, s az észt nemzeti emancipációs mozgalom számos területén tevékenykedett. Tagja s 1882-ben alelnöke volt az Észt Irodalmi Társaságnak.
Rövid élete ellenére munkássága rányomta bélyegét a 19. századi észt emancipáció számos vonatkozására. Életrajzírója, Karl Laigna szerint "költő, drámaíró, irodalomtörténész, folklorista, oktató és politikai aktivista" volt. Életében két verseskötetet jelentetett meg (1873 és 1876), ezeken Lydia Koidula hatása érezhető. Néhány hazafias költeménye ma is népszerű, többet meg is zenésítettek közülük. Munkásságában a színdarabok töltöttek be központi szerepet. Szövegeinek korai története sok esetben tisztázatlan, például 1873-ban az Észt Irodalmi Társaság megvitatta Orust õnnemaale című drámáját, amely később nyomtalanul eltűnt. 1874-től darabjai színre kerültek. Eleinte viszonylag egyszerű bohózatokat és falusi komédiákat írt, szerelmi intrikákról és hasonló egyszerű témákról, de különleges humorának és gazdag nyelvezetének köszönhetően darabjai sikert arattak a közönség körében. 1887-ben komoly, már-már harcos drámával jelentkezett. A Mõrsja ja märatsejad a vallási sarlatánok megtévesztő gyakorlatai ellen irányult. Kunder volt az első, aki aktuális társadalmi problémákat vitt színre, ez különleges jelentőséget ad neki a független észt dráma kialakulásában. Folklórral is foglalkozott, részt vett a népköltészet lejegyzésében, s ő maga is kiadott néhány népmesegyűjteményt. 1885-ben jelentette meg Friedrich Reinhold Kreutzwald Kalevipoeg című eposzának prózai változatát, amely pozitív kritikákat kapott. Halála után valaki úgy méltatta ezt a művét, mint a legszebbet, ami az elhunyt tollából fakadt.  Gyermek- és iskolai könyvsorozatot is kiadott, valamint egy átfogó észt irodalomtörténetet tervezett, amelynek csak egy kis része jelent meg egy folyóiratban a szerző életében 1885-ben, az első rész pedig posztumusz mint iskolai tankönyvként jelent meg 1890-ben.

## Válogatott munkái
- Õie-kuu ja külm elu maanteel. Tartu, H. Laakmann, 1873.
- Kümme laulu. Tartu: C. Mattiesen 1876.
- Mulgi mõistus ja Tartlase tarkus. Tartu: Schnakenburg 1881.
- Muru Miku meelehaigus. Tartu: Schnakenburg 1882.
- Ema-armastus Eesti rahvaluuletuses. Tallinn: H. Jannsen 1883.
- Laste raamat. Rakvere: G. Kuhs 1884.
- Jumala kuju. Tartu: H. Laakmann 1885.
- Kroonu onu. Tartu: H. Laakmann 1885.
- Kalevipoeg. Lugu Eesti muinaskangelasest. Tartu: H. Laakmann 1885.
- Eesti muinasjutud. Tartu: Eesti Kirjameeste Selts 1885.
- Mõrsja ja Märatsejad. Tartu: H. Laakmann 1887.
- J. Kunder Algupäralised luuletused. Tartu: K.A. Hermann 1889.
- Eesti kirjandus, koolile ja kodule. 1. raamat: Eesti vanemad laulikud.  Viljandi: F. Feldt 1890.
- Kingu Laos. Viljandi: F. Feldt 1890.

## Fordítás
- Ez a szócikk részben vagy egészben  a   Juhan Kunder című német Wikipédia-szócikk ezen változatának fordításán alapul.  Az eredeti cikk szerkesztőit annak laptörténete sorolja fel. Ez a jelzés csupán a megfogalmazás eredetét és a szerzői jogokat jelzi, nem szolgál a cikkben szereplő információk forrásmegjelöléseként.